# Mademoiselle Kat
 (juin 2018).
Mademoiselle Kat est une plasticienne, graffiti-artist toulousaine. Elle a commencé à peindre ses personnages dans l'espace urbain dans les années 1990.

## Biographie

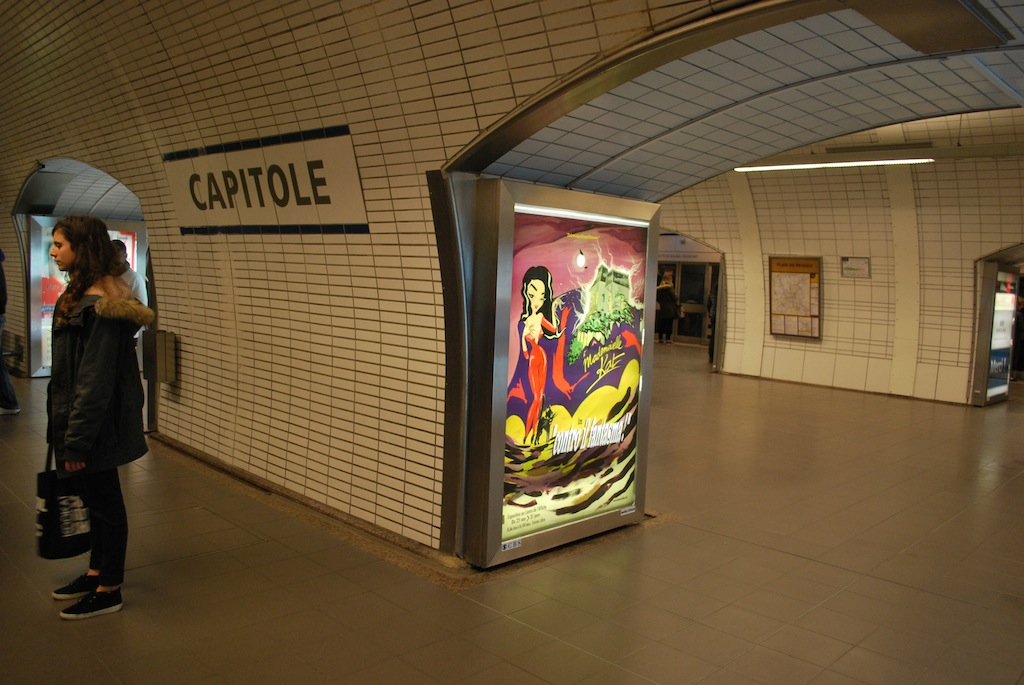
Mademoiselle Kat 2014, Toulouse underground.

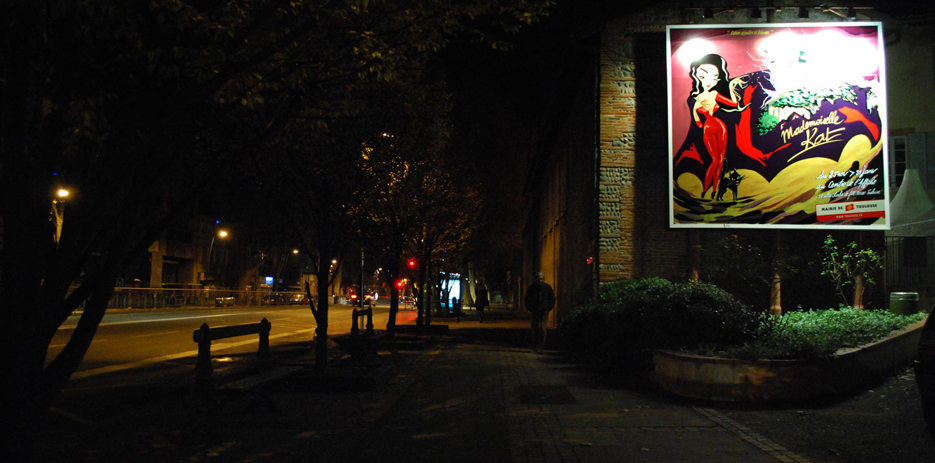
Mademoiselle Kat 2014, Vampira, Toulouse underground.

Ancienne étudiante en arts plastiques à l'université Toulouse-Le Mirail,, Mademoiselle Kat se fait d'abord connaître en compagnie d'une autre artiste toulousaine, Miss Van,,.
Vers 1998 elle crée le crew et trio de graffeuses toulousaines nommé Hanky Panky Girls avec Fafi et Plume,.

« L'idée était avant tout de créer un espace onirique dans l'espace public. Je trouvais qu'il y avait un manque...des fenêtres à créer. Tout a démarré un soir de ma première année d'étude d'arts-plastiques à l'Université du Mirail. de cette déambulation nocturne dans la rue, certains murs m'ont interpellée, ils n'attendaient qu'une chose, être ornés de personnages féminins colorés en bleu et rose, mes couleurs fétiches du moment. »

— Mademoiselle Kat, Catalogue d'exposition, Centre de l'Affiche de Toulouse, 2014
Elle a peint en Chine lors d'une résidence effectuée en automne 2005 à l'Institut des Beaux-Arts (en) de Chongqing, en dessinant essentiellement des personnages féminins.
Son voyage en Chine l’amène à exposer en 2006 au musée des Abattoirs de Toulouse.
Elle met en scène ses personnages féminins, inspirée par les icônes telles que Marilyn Monroe, Bettie Page et Catwoman.
En 2014, pour ses vingt ans de création, une exposition présentée au Centre de l'Affiche de Toulouse décline son travail : un court-métrage, des affiches de films fictifs offrent un support à des créatures féminines imaginaires, titres et slogans caractéristiques de séries B voire séries Z complètent le travail pictural d'origine de l'artiste. En parallèle, des affiches de films spécialement créées pour l'occasion, sont exposées dans le métro toulousain.

## Expositions, évènements et réalisations publiques
2022
- Exposition collective, Le Garage by LayUp, Saint-Cyprien, Toulouse (octobre - novembre 2022)[14]
- Exposition collective, Galerie 22 M2, rue Bouquières, Toulouse (3 octobre - 15 octobre 2022)

2021
- baby-doll skateuse, avec une pensée particulière pour tous les lieux d’art fermés actuellement, à proximité de la place de la Daurade, Toulouse (janvier 2021)[15]

2020
- Mademoiselle Kat + Ekiem + Merioone, Galerie 22 M2, rue des Polinaires, Toulouse (11 décembre 2020 - 16 janvier 2021)[16]
- Les Bras cassés, exposition collective pour financer un bras robotisé à Johann, la friche la Vannerie, Toulouse (4 septembre - 6 septembre 2020)[17]

2019
- Presque rien, exposition collective, CIAM (Centre d'Initiatives Artistiques du Mirail) La Fabrique, Le Cube & Le Tube, Toulouse (novembre - décembre 2019)[18]
- Jungle Fever, fresque réalisée dans le cadre du festival urbain Rose Béton, rue Sainte-Ursule à Toulouse (2019)[19],[20],[5]
- L'Oasis des tempêtes, réalisée dans le cadre du festival urbain Rose Béton, boulevard de la Méditerranée, sur le mur-pignon du gymnase Anatole-France, à Toulouse (juillet 2019)[21],[22]
- Festival Rose Béton, Toulouse (avril 2019 - janvier 2020)[23]

2018
- CLAP!, Lieu Commun, Artists Run Space, sur invitation du Centre d'Art Nomade, Toulouse (28 juin - 2 septembre 2018)[24]
- Réveil Créatif, intervention de Mademoiselle Kat, Studio Lucette, Toulouse (22 février 2018)[25]

2017
- Cabaret Vulcano, carte blanche à Mademoiselle Kat, programmation musicale et scénographie, avec Lexodus, Kid Francescoli, Zombie Zombie, DJ Ci Riac, DJ No Breakfast, Betty Crispy, au Métronum de Toulouse (octobre 2017)[26]
- M.Chat s’échappe dans la ville..., galerie à ciel ouvert, évènement en duo avec M. Chat, Muséum de Toulouse (Printemps 2017)[27]

2016
- Fresque avec Azek à l'occasion des Promenades dessinées à Colomiers (octobre 2016)[28]
- Mister Freeze, exposition collective, Espace Cobalt, Montaudran, Toulouse (2016)[29]
- Festival Under Pressure, Montréal (Québec, Canada) (2016)[30]
- Exposition collective, galerie Fresh Paint à Montréal (août 2016)[31]
- Veines urbaines 2016, exposition collective, centre socioculturel Jean Prévost, Saint-Étienne-du-Rouvray (30 avril - 10 juin 2016)[32]

2015
- Le Mur rue Oberkampf, Paris (novembre 2015)[33],[34]
- Une autre planète ailleurs dans l’espace, performance au théâtre Garonne avec Stéphane Arcas et Michel Cloup, Toulouse (5 mai 2015)[35]
- La Féline, exposition solo, galerie l'Œil Ouvert à Paris (15 avril - 10 mai 2015)[36],[37],[4]
- Performance & interview de Mademoiselle Kat sur Radiomarais, rue Chapon, Paris (14 avril 2015)[4]

2014
- Collage d'affiches rue Quincampoix, Le Masque est si délicat et Contro il fantasma!, Paris (octobre 2014)
- Underground show, campagne d’affiches de film fictif dans le métro toulousain avec Le Matou Museum de Toulouse et l'évènement Graphéine (2014)[38]

2013
- Salon du dessin contemporain, exposition collective avec Romain Ruiz Pacouret, Marianne Plo, Océane Moussé, Rémi Groussin et Jérôme Souillot, Carré Sainte-Anne à Montpellier (27 décembre 2013 - 1er janvier 2014)
- Centre de l'affiche, exposition solo, Toulouse (11 novembre 2013 - 31 janvier 2014)[39]

2012
- Diffusion de Picture this à Anvers à l'occasion du festival international de graffiti (octobre 2012)[40] « (Vidéo de présentation en ligne) »

2011
- GHP art fair, exposition collective, galerie GHP, descente de la Halle aux Poissons, Toulouse (20 janvier - 26 mars 2011)[41]
- Le Masque est si délicat (Picture this), un court métrage de 24 minutes cosigné avec Catherine Aïra, production La Dark Factory avec le soutien de la région Midi-Pyrénées, diffusé à la cinémathèque de Toulouse (2011)[42],[43] « (Vidéo de présentation en ligne) »

2010
- Street art, exposition collective, espace Croix-Baragnon, Toulouse (mai 2010)[44]

2009
- Le bureau des ouragans, exposition collective, le Lieu-Commun, Toulouse (13 novembre - 17 décembre 2009)[45]
- StringBreak, exposition collective et 100% filles (Anne Brunet, Miss Van, Mijn Schatje, Liz McGrath, Amandine Urruty, Darkimey, Cindy Gravelat, Caroline Sury et Mademoiselle Kat) à la galerie GHP (Galerie de la Halle aux Poissons) à Toulouse (2009)[46]

2007
- Bestial, exposition collective organisée par Miss Van à la galerie Iguapop à Barcelone (Espagne) (2007)[47],[48]

2006
- Exposition collective Retours de Chine, Les Abattoirs de Toulouse (2 juin - 31 aout 2006)[49]

2005
- Institut des beaux-arts du Sichuan, Chongqing, invitée en résidence avec Tilt, aka le fétichiste du graffiti, et Rezo, exposition collective, Chongqing University (fin 2005)[50]

2000-2005
- Les aventures de Kat, Comic strip dans le magazine jeunesse mensuel 'Julie chez Milan Presse (2000 - 2005)

1999
- Peintures murales des Hanky Panky Girls aux rencontres des cultures urbaines à la Villette, Paris (27 octobre - 14 novembre 1999)[51]